# Palacio Pitti
El Palacio Pitti (en italiano: Palazzo Pitti) es un palacio renacentista en Florencia, Italia, situado en la ribera sur del río Arno, a muy corta distancia del Ponte Vecchio que data de 1458 y que fue originalmente la residencia urbana de Luca Pitti, un banquero florentino. En 1549 fue comprado por Leonor Álvarez de Toledo y Osorio), la duquesa consorte de Cosme I de Médici, duque de Florencia y posterior I gran duque de Toscana, siendo —desde ese momento— la residencia oficial de los grandes duques de Toscana. 
En el siglo XIX, el palacio fue usado como base militar por Napoleón I y luego sirvió durante un corto período como residencia oficial de los Reyes de Italia.
A principios del siglo XX, el palazzo junto con su contenido fue donado al pueblo italiano por el rey Víctor Manuel III de Italia; por lo que se abrieron sus puertas al público y se convirtió en una de las más grandes galerías de arte de Florencia. Hoy en día sigue siendo un museo público, ampliado con colecciones de arte del siglo XIX y principios del XX.

## Historia

### Orígenes

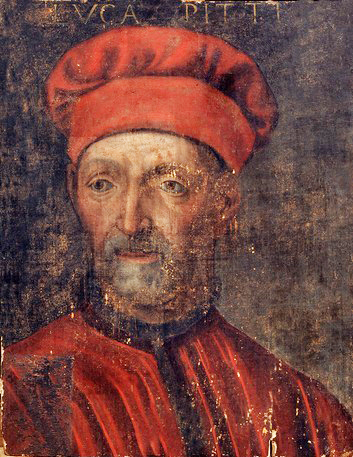
Luca Pitti (1398- 1472) inició los trabajos en el Palacio Pitti hacia 1458.

La construcción del Palacio Pitti, un severo e imponente edificio, fue encargada en 1458 por el banquero florentino Luca Pitti, amigo y aliado de Cosme de Médici, apodado "el Viejo" (1389-1464).
La historia temprana de este palacio es una mezcla de mito y realidad. Se dice que Luca Pitti quería construir un gran palacio que desbancase al Palacio Medici Riccardi, dando precisas instrucciones sobre el tamaño de las ventanas las cuales debían ser mayores que el pórtico de aquel. Ilustradas personalidades como Giorgio Vasari mantuvieron que Brunelleschi fue el verdadero arquitecto del palacio y que su aprendiz Luca Fancelli realizó simplemente la tarea de ayudante. Actualmente, se atribuye el diseño del palacio a Fancelli. Aparte de las obvias diferencias estilísticas entre ambos arquitectos, Brunelleschi murió doce años antes de que comenzasen las obras del palacio. El diseño y la posición de los vanos sugieren que Fancelli tenía más experiencia en arquitectura utilitaria doméstica que en las reglas humanistas definidas por Leone Battista Alberti en su manual De Re Aedificatoria.
El palacio original, aunque impresionante, no logró rivalizar en términos de tamaño y contenido con la magnificencia de las residencias de la familia Médici. El arquitecto iba contracorriente a la moda de la época, pues la mampostería almohadillada de la piedra reforzada por la repetición de vanos y arcadas dan al edificio una apariencia severa y dura, que recuerda a un acueducto del Imperio romano (arte all'antica). Este diseño original ha superado el paso del tiempo, pues la fórmula de su fachada se mantuvo durante las sucesivas ampliaciones del palacio, extendiéndose su influencia en numerosas imitaciones durante su época y en las recreaciones del siglo XVIII. 
Los trabajos del palacio se pararon tras los incidentes financieros que sufrió Luca Pitti a raíz de la muerte de Cosme de Médici,  en 1464, quedando el palacio inconcluso a la muerte de este en 1472.

### Los Médici

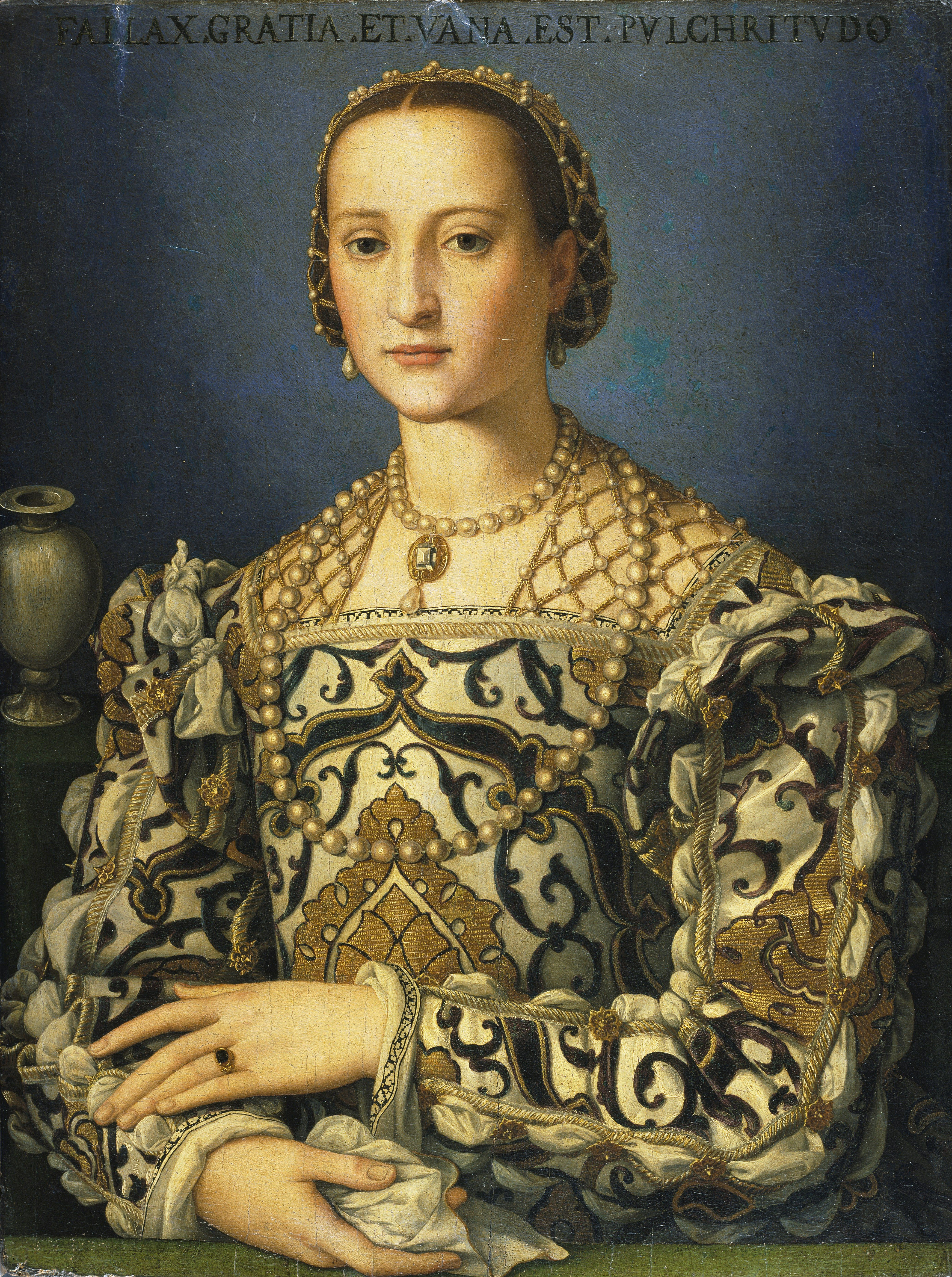
Leonor Álvarez de Toledo y Osorio, más conocida como Leonor de Toledo, duquesa consorte de Florencia, adquirió el Palacio Pitti de la familia Pitti en 1549. Retrato de Agnolo Bronzino.

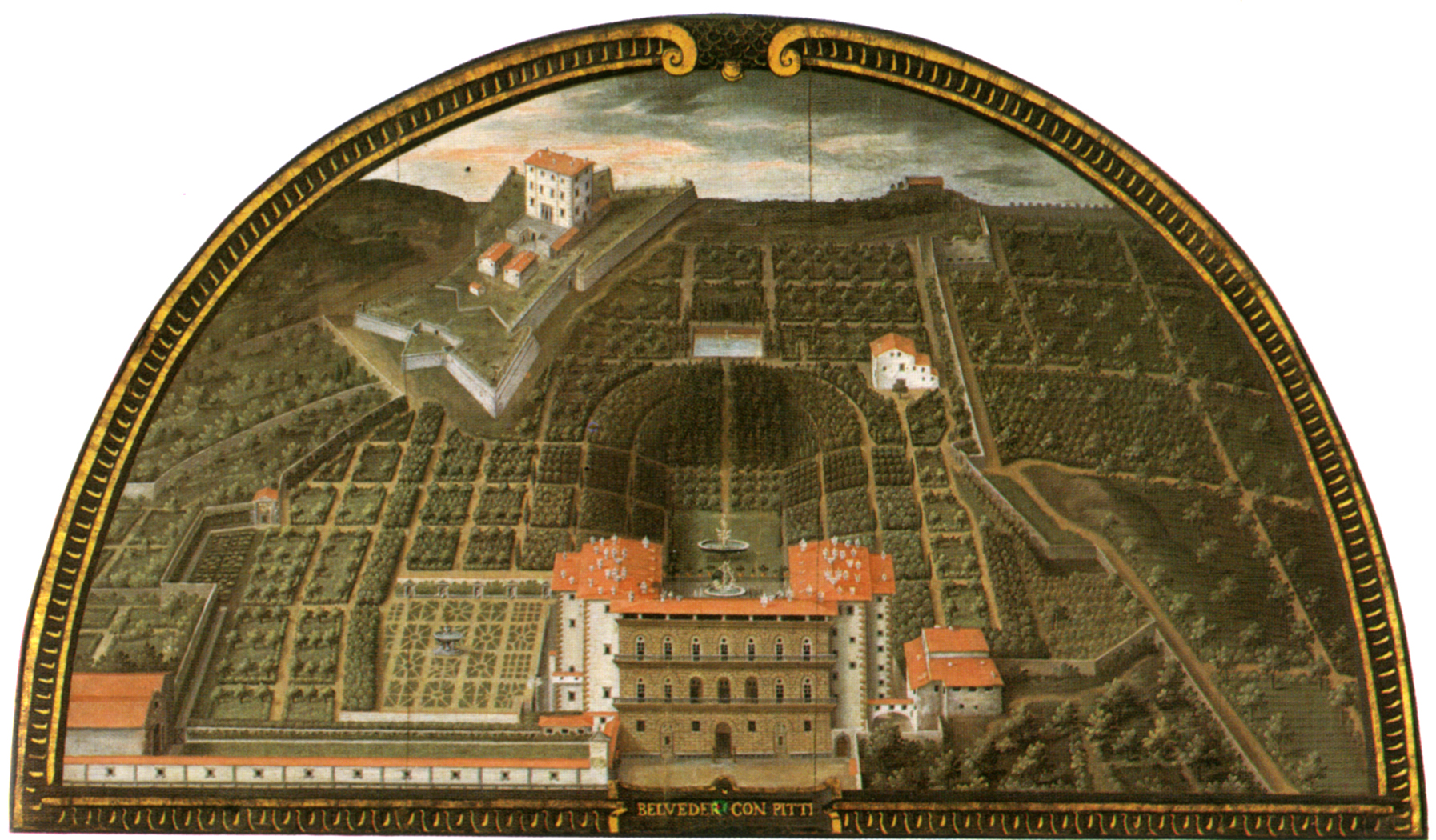
Bóveda pintada en 1599 por Giusto Utens que reproduce el Palacio Pitti original, los Jardines de Boboli y el anfiteatro.

El Palacio Pitti fue vendido en 1549 por Buonaccorso Pitti, descendiente de Luca, a Leonor Álvarez de Toledo y Osorio (más conocida como Leonor de Toledo), esposa de Cosme I de Médici, II duque de Florencia, y que había sido educada en la lujosa corte de su padre, Pedro de Toledo (Pedro Álvarez de Toledo y Zúñiga), el Virrey de Nápoles. Al mudarse al palacio, Cosme I encomendó a Giorgio Vasari la ampliación del palacio para adecuarlo a sus gustos y necesidades. El tamaño del edificio aumentó considerablemente y se construyó un pasadizo elevado desde la antigua residencia real, el Palazzo Vecchio, atravesando los Uffizi y el Ponte Vecchio, al Palazzo Pitti.
Además, se adquirieron unos terrenos al fondo del palacio, en la colina del Bóboli, para crear un gran parque, los Jardines de Boboli. Los paisajistas que trabajaron en este proyecto fueron Niccolo Tribolo y Bartolommeo Ammanati. El diseño original del jardín rodeaba a un anfiteatro, situado detrás del corps de logis del palacio, en el que se representaban obras de teatro de dramaturgos de la talla de Giovanni Battista Cini para la cultivada corte florentina.

#### Ampliaciones

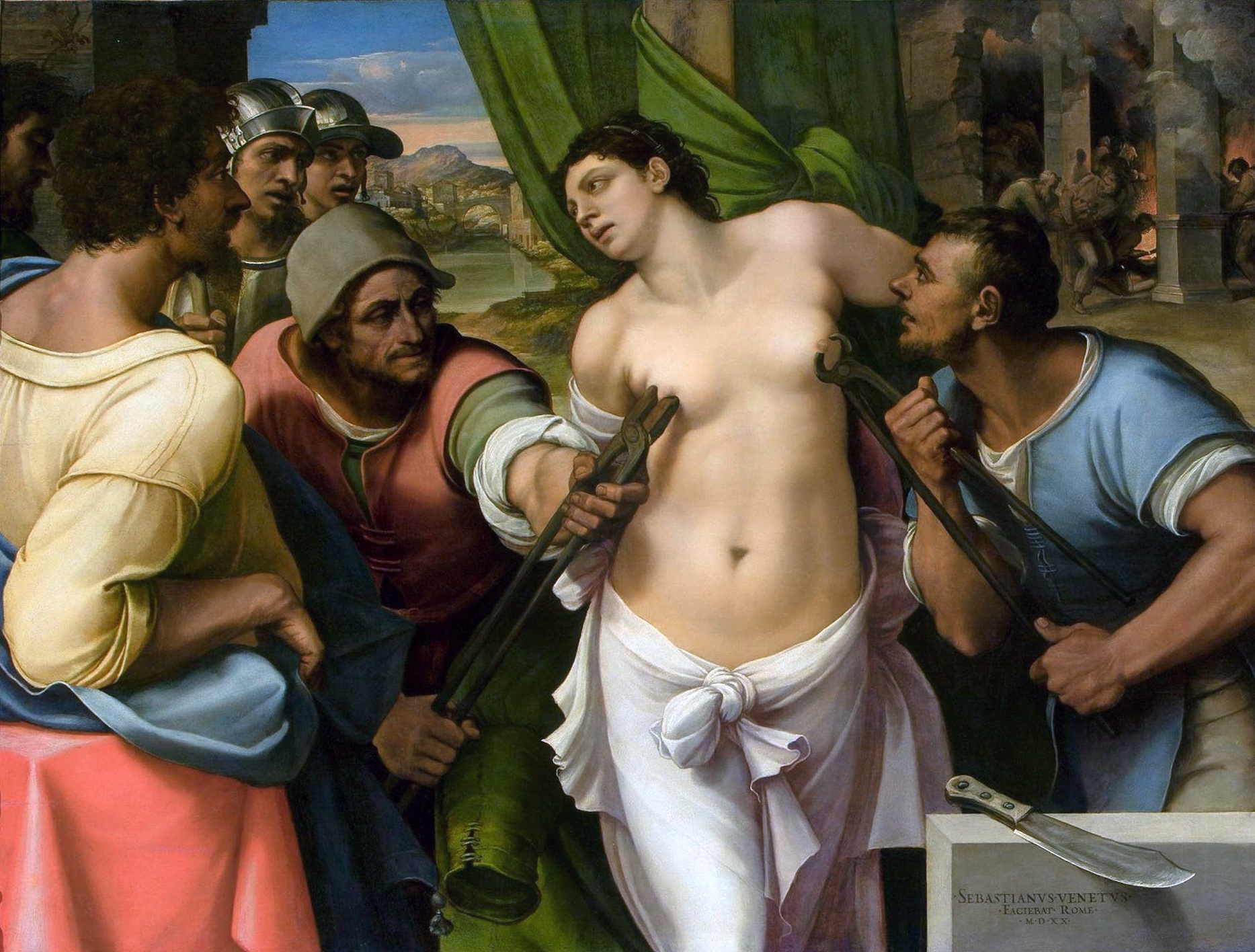
Martirio de Santa Ágata de Sebastiano del Piombo, comprado por los Médici para sus famosas colecciones.

Cuando se terminó el proyecto de los jardines del Palacio Pitti, Bartolomeo Ammanati centró su atención en la construcción de una gran cortile (patio) tras la fachada principal, para unir el palacio con los flamantes jardines. Para que estuviese al mismo nivel que la plaza, se tuvo que excavar en la ladera de la colina del Bóboli. La mampostería acanalada de este patio ha sido copiada en numerosos palacios, como hizo María de Médici en su residencia parisina, el Palacio de Luxemburgo. Asimismo, se introdujeron en la fachada las finestre inginocchiate, remplazando los vanos de entrada en ambos lados.
Entre los años 1558 y 1570, Bartolomeo Ammanati construyó una escalera monumental, que permitiese acceder con más pompa al piano nobile, y añadió dos alas al palacio, que rodeaban el recién creado patio. En el lateral que da al jardín, proyectó una gruta llamada Grotto de Moisés, por la estatua de pórfido allí situada, y sobre la terraza superior, a nivel de las ventanas del piano nobile, la Fuente de Carciofo, diseñada por el asistente de Giambologna, Francesco Susini (1641). 
El 21 de enero de 1599 se estrenó en el palacio ―por primera vez ante público― La Dafne, la primera ópera de la Historia, compuesta por el compositor italiano Jacopo Peri (1561-1633). Se había representado en privado por primera vez en el Palacio Tornabuoni, también en Florencia, pocas semanas antes (el 26 de diciembre de 1598).
En 1616 se abrió un concurso para diseñar la ampliación de la principal fachada urbana mediante tres módulos en cada extremo cuyo ganador fue Giulio Parigi. Los trabajos en el ala norte comenzaron en 1618 y en la sur en 1631, esta última a cargo de Alfonso Parigi.
Durante el siglo XVIII se construyeron dos alas perpendiculares, diseñadas por el arquitecto Giuseppe Ruggeri, a fin de crear una plaza central frente en la fachada, prototipo de cour d'honneur luego copiado en Francia. Muchas otras alteraciones y adiciones menores se hicieron a través de los años bajo distintos gobernantes y a cargo de arquitectos diversos.

### Los Lorena y los Saboya

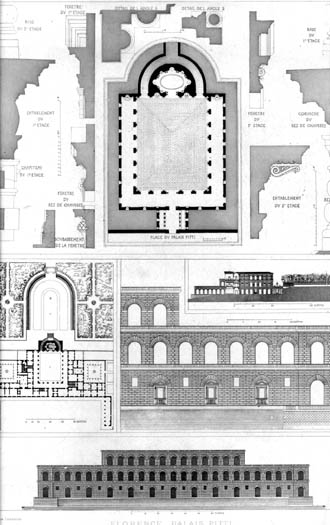
Plano arquitectónico del del Palacio Pitti.

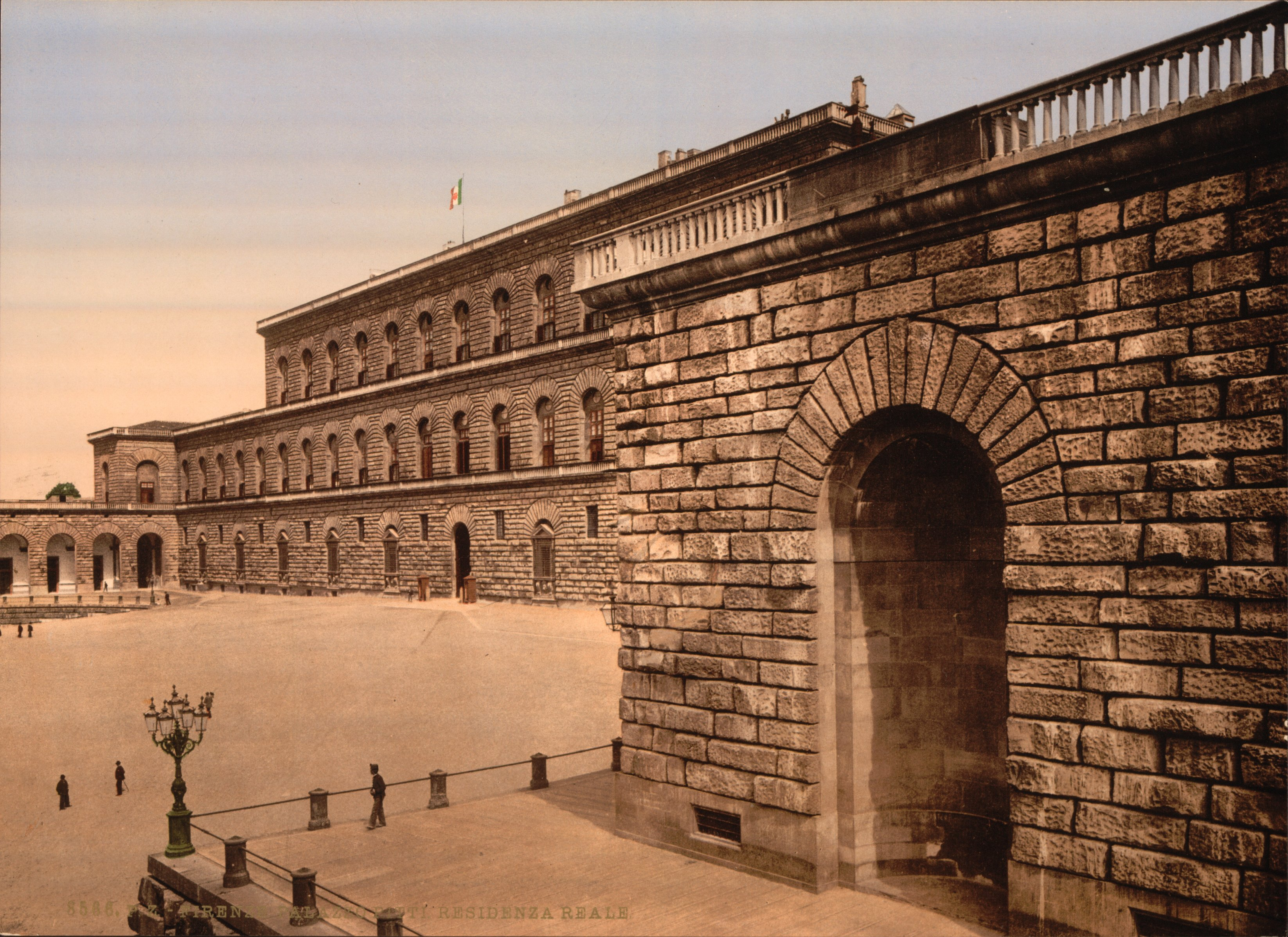
Fotocromo de la fachada del palacio (c. 1890-1905).

El Palacio Pitti fue la residencia principal de los Médici hasta la muerte en 1737 del último heredero del linaje, Juan Gastón de Médici, Gran Duque de Toscana. La propiedad pasó entonces a manos de los nuevos duques, miembros de la Casa de Lorena, en la persona del emperador Francisco I del Sacro Imperio Romano Germánico. La propiedad del palacio por parte de los austríacos fue brevemente interrumpida por Napoleón Bonaparte, quien utilizó al palacio como residencia durante su dominio de Italia. 
Cuando en 1860, la Toscana se convirtió en una provincia del Reino de Italia, el palacio se convirtió en propiedad de la Casa de Saboya. Después del Risorgimento, mientras Florencia sirvió por poco tiempo como capital de Italia, el rey Víctor Manuel II lo utilizó como residencia hasta 1871. Su nieto, Víctor Manuel III donó el palacio a la nación en 1919.
El palacio y otros edificios dentro de los Jardines de Boboli fueron divididos en cinco galerías de arte y un museo, que albergan la mayor parte de su contenido original y diversas adquisiciones estatales. Las 140 habitaciones abiertas al público pertenecen a las ampliaciones del núcleo original que se hicieron en los siglos XVI y XVII. Se conservan interiores antiguos y adiciones posteriores, como el salón del trono. En 2005 se descubrieron unos baños del siglo XVIII, que muestran instalaciones de fontanería muy similares a los sanitarios actuales.

## El Palacio hoy
Comparado con muchos de los grandes palacios de Italia, el Palacio Pitti no destaca, a primera vista, ni por tamaño ni por su aspecto exterior. La relevancia arquitectónica del Palacio Pitti es su severidad y simplicidad, una estructura que ha sido copiada repetidas veces a lo largo de la historia. Llama la atención por la magnificencia del tamaño, la fuerza y el reflejo de la luz en la repetitiva estructura de piedra de la fachada, en la que el vasto y sólido almohadillado quita importancia a la ornamentación y la elegancia del diseño. Como en muchos otros palacios italianos, se debe entrar en el edificio para apreciar plenamente su arquitectura.

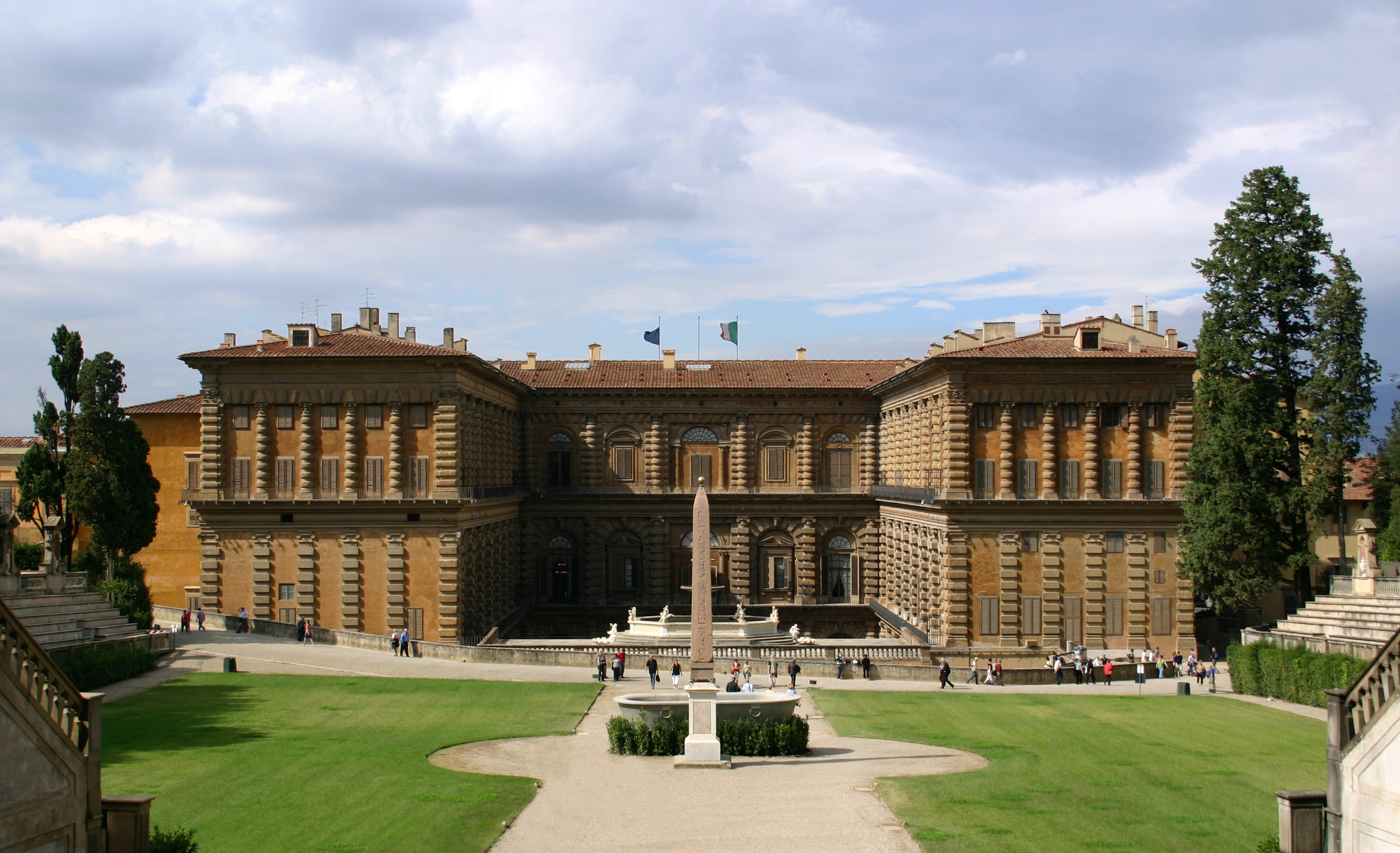
Fachada de los Jardines de Boboli, Palacio Pitti.

El control del palacio y los museos está en manos del estado italiano a través del "Polo Museale Fiorentino", una institución que administra numerosos museos de la ciudad, como la Galería Uffizi. A pesar su metamorfosis de residencia real a edificio público, el palacio sigue manteniendo su atmósfera de colección privada, gracias en gran parte a la asociación "Amici di Palazzo Pitti" (Amigos del Palacio Pitti), integrada por voluntarios y patronos (fundada en 1996) que recogen fondos y hacen sugerencias para el continuo mantenimiento del palacio y las colecciones.
En su sexto siglo de existencia, el Palacio Pitti, está mejor mantenido y más espléndido que nunca, siendo visita turística obligada de los cinco millones de visitantes que recibe Florencia cada año. El edificio sigue impactando enormemente a todos los que la visitan, exactamente para lo que fue construido.

## Galerías del Palacio
El Palacio Piiti es en la actualidad el complejo museístico más grande de Florencia. El principal edificio del palazzo, habitualmente denominado corps de logis tiene una superficie de 32.000 m², y está dividido en las secciones citadas aquí. 

### Galería Palatina

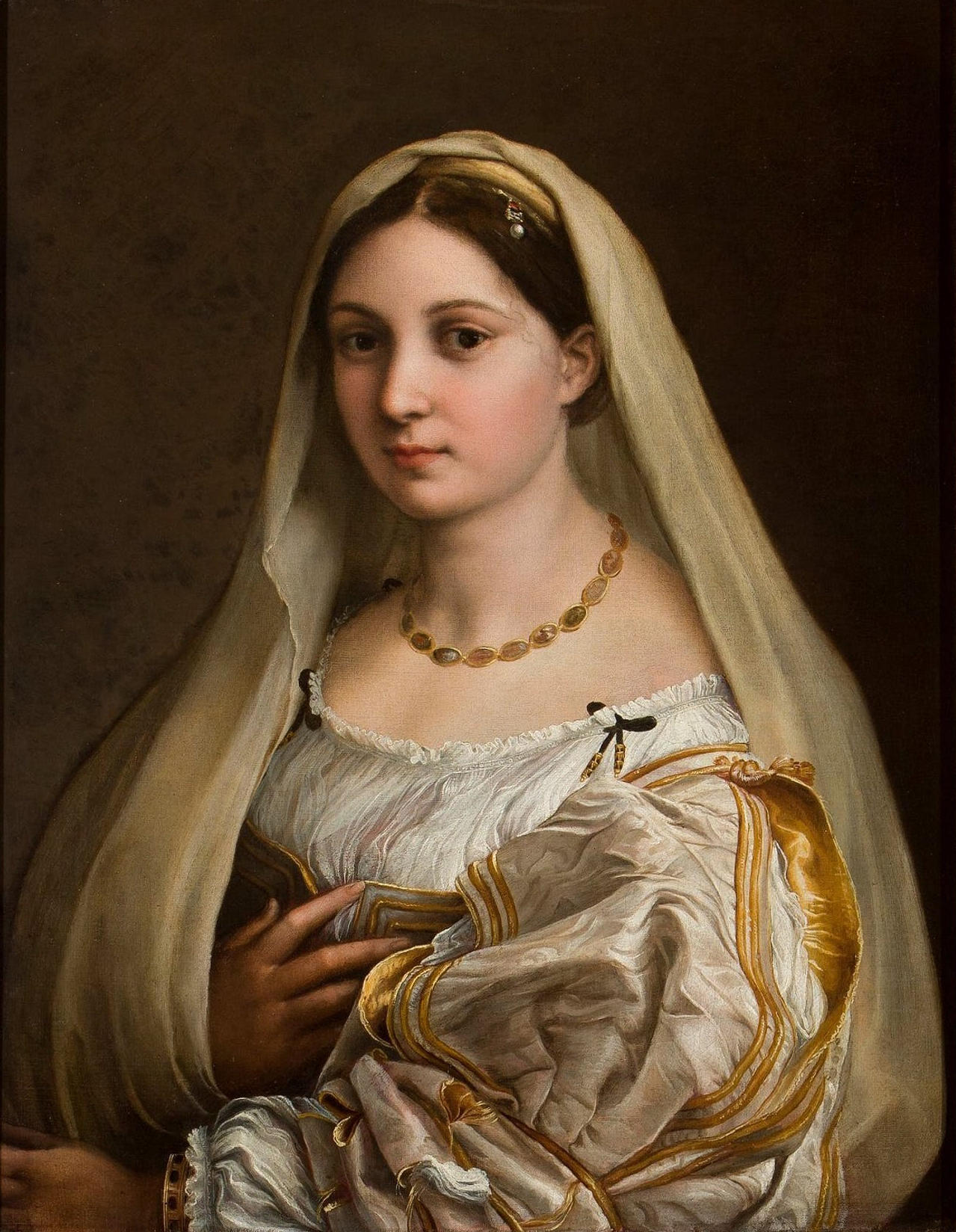
La Donna Velata de Rafael, de las colecciones mediceas de la Galería Palatina

La Galería Palatina, situada en el piano nobile del palacio, es probablemente el más famoso conjunto que en su día formase parte de las famosas colecciones mediceas. Este museo de 28 salas, que atraviesa los apartamentos reales, contiene obras de Botticelli, Fra Bartolomeo, Rafael (Madona de la silla, La Dona Velata, Madonna del granduca...), Andrea del Sarto (Anunciación Della Scala, San Juan Bautista), Tiziano, Correggio, Jacopo Pontormo, Domenico Beccafumi, Caravaggio, Rubens (Los cuatro filósofos), Artemisia Gentileschi y Pietro da Cortona, entre otros. Sigue manteniendo la apariencia de una colección privada, pues las obras de arte están dispuestas a la manera de un palacio, en vez de la colocación típica de los museos. 
Las principales estancias fueron decoradas por Pietro da Cortona en puro estilo barroco, que pintó frescos en siete salas del palacio. De hecho, se considera uno de sus mejores trabajos la inmensa serie de frescos de la Sala della Stuffa (1637- 1642), que representan la Edad del Oro, la Edad de la Plata, la Edad del Cobre y la Edad del Hierro, y las Salas de Marte, Júpiter y Venere (1647), que sirvieron de modelos para los Salons des Planétes de Charles Le Brun en el Palacio de Versalles. El resto de los cuartos fueron completados a lo largo del siglo XVII por Ciro Ferri.
La colección se abrió al público por primera vez al final del XVIII por el Gran Duque Pietro Leopoldo, que quería obtener la popularidad tras el fin de la dinastía Médici.

### Apartamentos Reales
Estos son un conjunto de catorce estancias, usadas formalmente por la familia Médici y sus descendientes. Estos cuartos han sido notablemente alterados desde la era Médici, principalmente durante el siglo XIX y contienen una colección de retratos de los Médici, muchos de ellos por Justus Sustermans. 
En contraste con los grandes salones de la Galería Palatina, muchos de estos cuartos son pequeños e íntimos que, aunque lujosos y formales, están más acordes con las necesidades cotidianas. Los Reyes de Italia usaron como residencia real el Palacio Pitti hasta 1920, pues aunque ya se había convertido en museo, se reservaron unas estancias para sus visitas a Florencia.

### Galería de Arte Moderno

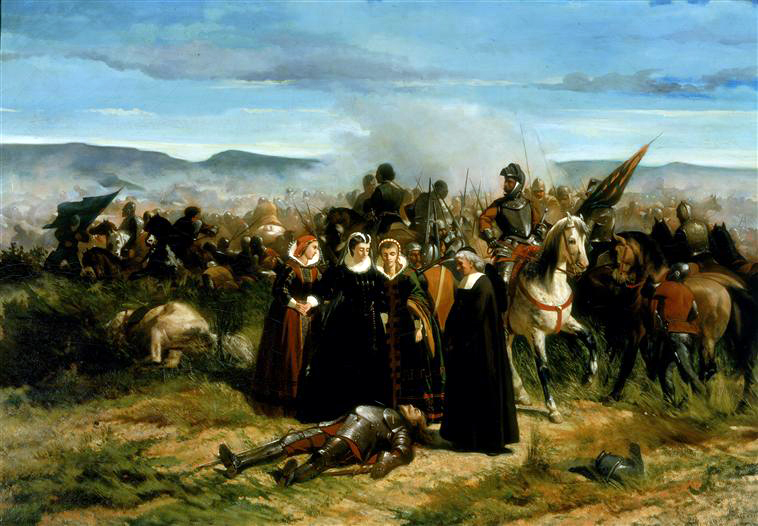
María Estuardo en Crookstone, de Giovanni Fattori, en la Galería de Arte moderno del Palacio Pitti.

Esta enorme colección, que se extiende a lo largo de cuarenta cuartos, incluye obras de los artistas del movimiento Macchiaioli y otras escuelas modernas italianas. Las pinturas de este movimiento, junto con la escuela de Toscana del siglo XIX (dirigida por Giovanni Fattori) fueron precursores del Impresionismo. El periodo comprendido en esta galería va de 1800 a 1939, pues el arte posterior a la II Guerra Mundial (arte contemporáneo), se exhibe en el Centro per l'arte contemporanea Luigi Pecci en la ciudad de Prato.

### Museo de la Plata
El Museo de la Plata, a veces llamado "El Tesoro Médici", contiene una colección de valiosa plata, camafeos, trabajos en gemas semipreciosas y orfebrería de la antigüedad, ambos pertenecientes a la colección de Lorenzo de Médici. Estas salas formaban parte de los apartamentos privados, decoradas en frescos por pintores del siglo XVII como Giovanni di San Giovanni. El Museo de la Plata también posee un magnífico conjunto de plata alemana, donada por el Gran Duque Fernando  tras la derrota napoleónica en 1815.

### Museo de la Porcelana

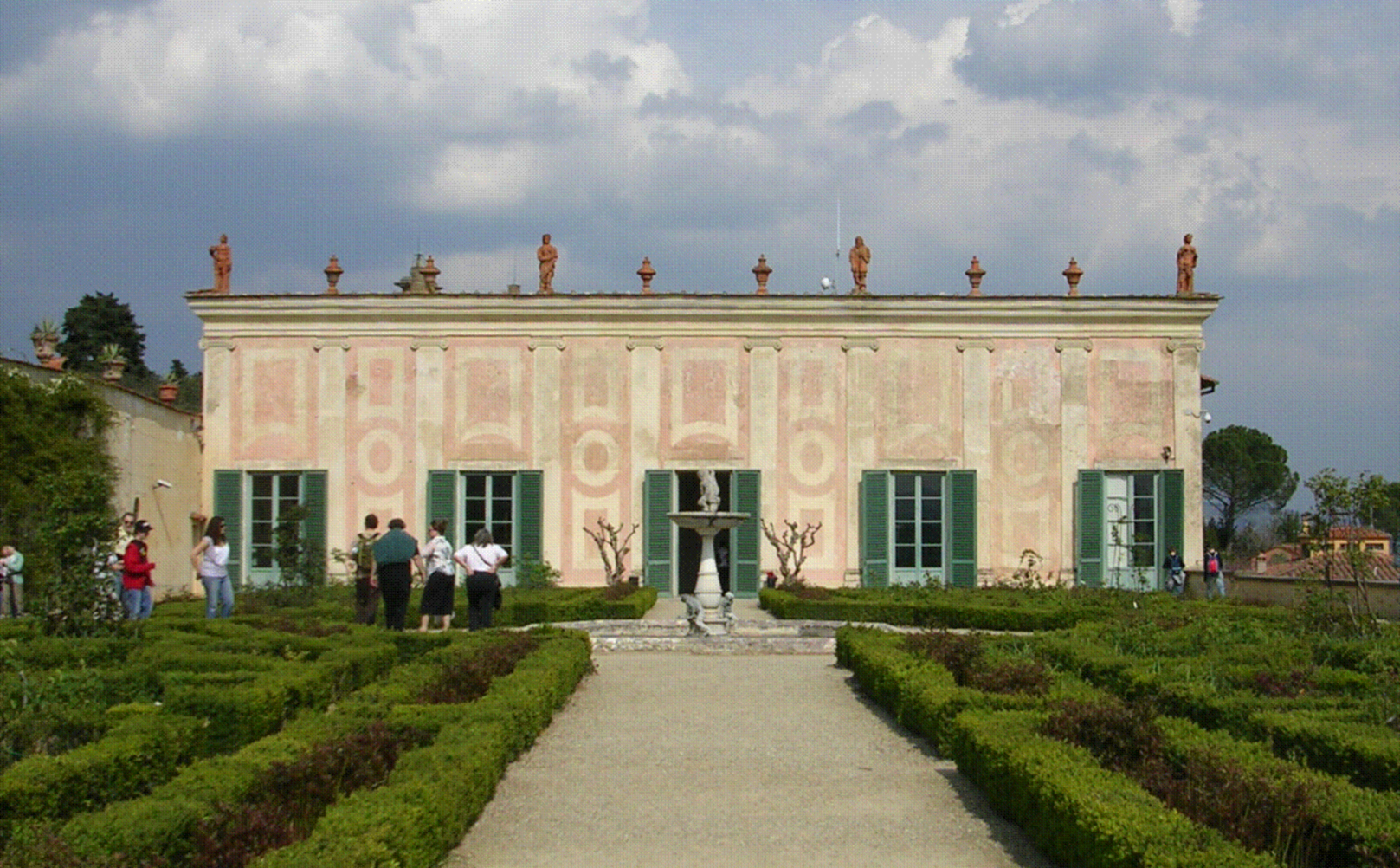
El «Casino del Cavaliere» alberga el Museo de la Porcelana.

Esta colección se abrió al público por primera vez en 1973, instalándose en el "Casino del Cavaliere" de los Jardines del Bóboli, y está compuesta por piezas de las más famosas factorías europeas (Sèvres, Meissen, Capodimonte). Muchas piezas son regalos diplomáticos de cortes extranjeras, y otros fueron encargados por la corte del Gran Duque. Las joyas de la colección son los servicios de cena de la fábrica de Vincennes, y las figuras biscuit de Capodimonte.

### Galería de Trajes
Esta galería, situada en un ala del palacio conocida como "Palazzina della Meridiana", consta de un conjunto de vestuario teatral que abarca del siglo XVI al siglo XXI y las vestiduras funerarias de Cosme I de Médici, su mujer, Leonor Álvarez de Toledo y su hijo García. Esta colección fue abierta en 1983 por Kristen Aschengreen Piacenti.

### Museo de Carruajes
Situado en la planta baja del palacio, el Museo de Carruajes muestra carrozas y otros enganches que se usaban en la corte gran ducal en los siglos XVIII y XIX. Hay una gran variedad de coches de caballos, desde los más sencillos a los más ostentosos, como la "Carrozza d'Oro", decorada con pan de oro y paisajes. Otros puntos de interés son las calesas del Rey de las Dos Sicilias y de los arzobispos de Florencia.